# Дряпанка

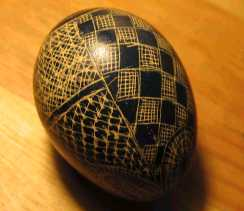
Польська дряпанка

Дря́панка, або скро́банка (від пол. skrobać — шкрябати) — один з чотирьох основних видів розписаних великодніх яєць, разом з крапанкою, крашанкою, та писанкою (інколи писанками називають загалом всі розписані яйця). Кожен із цих видів має свою систему розпису.

## Технологія виготовлення
Технологія виготовлення дряпанки цікава тим, що дряпанку можна зробити за відсутності писачка чи фарб. Для її виготовлення вибирають яйце темного кольору і зафарбовують темним барвником. Олівцем наносять орнамент. Після цього гострим предметом (голкою, шилом чи цвяхом) продряпують намальований орнамент.

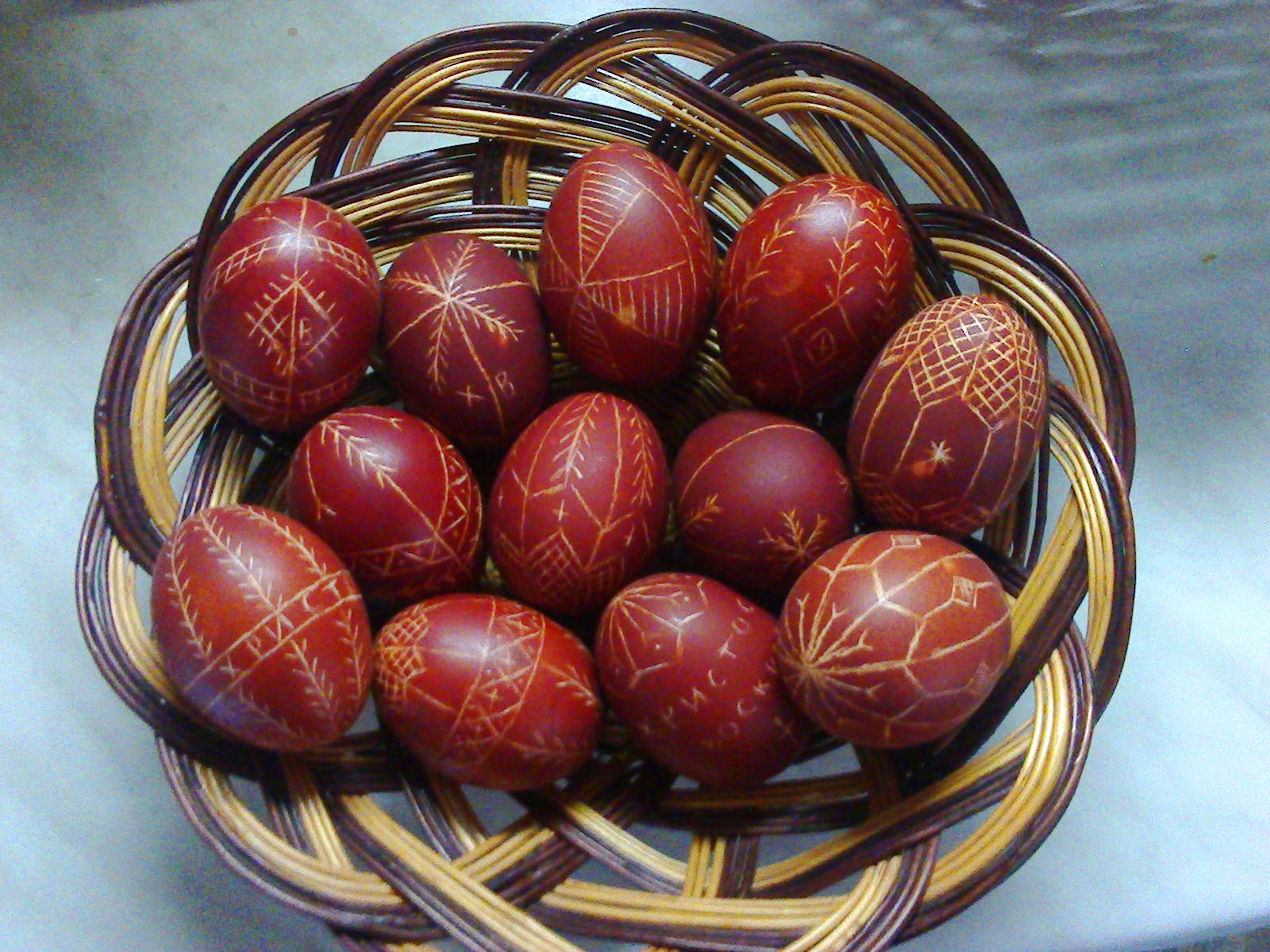
Дряпанка в галицькому стилі

Техніка дряпанки популярна в країнах Центральної і Східної Європи, зокрема в Польщі, Словенії, Україні.
Техніка виготовлення дряпанки забирає досить багато часу.
Спочатку потрібно взяти яйце — може бути куряче, качине або ж гусяче (останнє найбільш придатне, бо має найміцнішу шкаралупу), ретельно помити у чистій теплій воді з порошком. Після миття яйце витирають сухою чистою ганчіркою.
Тепер необхідно видути яйце: зазвичай це робиться за допомогою надфіля, яким спочатку проколюють яйце з одного торця і обертальними рухами роблять невеликий (діаметр 3 мм) отвір у шкаралупі. Повторюють це з іншого, протилежного кінця яйця. Потім тримаємо яйце двома руками над склянкою, дмухаємо в один із отворів, через інший витікатимуть білок і жовток (хоча зараз винайшли зручніший метод видування, за допомогою медичної груші). Але перед фарбуванням отвори слід закрити теплим воском чи парафіном.
Для фарбування дряпанки приготуємо анілінові барвники, що призначені для фарбування вовни. Фарбу (приблизно половину чайної ложки або половину вмісту пакету) висипаємо у банку місткістю 0,5 л та заливаємо її 250—300 г окропу. Воду бажано брати м'яку. Фарбувати дряпанки можна тоді, коли фарба охолоне до кімнатної температури. Основні кольори — темні (сині, зелені, коричневі, фіолетові, червоні), тому що на дряпанці жовтого чи помаранчевого кольору погано буде видно малюнок, адже продряпані місця білі з жовтуватим відтінком. Для більш якісного фарбування треба додати до фарби (на початку її приготування) столову ложку 9 % — ного розчину оцтової кислоти (харчовий оцет).
Потім кладемо яйце на ложку та обережно топимо його у фарбі. Фарбується дряпанка в середньому 5 хвилин, після чого виймаємо її ложкою, ганчіркою обережно промокаємо (не витираємо).
Після остаточного висихання беремо дряпанку в чисту ганчірку(для того щоб фарба залишалася яскравою і не бралась до руки) однією рукою, а іншою — наносимо малюнок олівцем (не витираючи гумкою — зітреться фарба!). Але перед цим етапом доречно буде зробити декілька начерків на аркушах паперу.
І, нарешті, дійшли до самого прекрасного, найдовшого процесу — продряпування. Можна взяти заточений надфіль або ж голку, шило та дряпати, (дотримуючись за графікою основних трьох кольорів — чорний, сірий, білий). Головним завданням є: збереження контрасту.
Остання стадія — виготовлення з дерева або глини підставки для дряпанки. Це додасть завершеності та неповторного естетичного вигляду творчій роботі.
Також використовують яйця страуса. Техніка виготовлення така ж, окрім видування (отвір — з одного боку розміром 8-10 мм) і фарбування (фарба виливається в поліетиленовий пакет з яйцем і фарбується, причому використовуємо ту ж саму кількість — 250—300 г.).